# Národní muzeum starého umění
Národní muzeum starého umění (portugalsky Museu Nacional de Arte Antiga, [muˈzew nɐsiuˈnaɫ dɨ ˈaɾtɐ̃ˈtiɡɐ], zkratkou MNAA) se nachází v Lisabonu v Alvorově a Pombalově paláci (Palácio de Alvor-Pombal) a zaměřuje se na portugalské a evropské umění od středověku do raného 19. století. Národní galerie vznikla ve druhé třetině 19. století především z církevních a šlechtických sbírek, jež následkem převratů přešly do veřejných rukou, a pod dnešním názvem byla ustavena roku 1911. Vystavuje díla starého umění portugalského – například gotický polyptich Uctívání sv. Vincence a Belémskou monstranci připisovanou trubadúrovi Gilu Vicentovi – i světového, například triptych Pokušení sv. Antonína od Hieronyma Bosche nebo obraz Sv. Jeroným ve své pracovně Albrechta Dürera.

## Historie
Jádro sbírek vzniklo po roce 1833, kdy byly v Portugalsku zrušeny kláštery a konfiskován jejich majetek, čímž se řada významných uměleckých děl náboženské povahy dostala do rukou státu. Následkem občanské války v té době zároveň mnoho zchudlých šlechtických rodů muselo rozprodávat svoje sbírky umění; významnou sbírku například státu prodala Šarlota Španělská roku 1859. Na podnět liberálního politika Manuela Passose vznikla roku 1836 Umělecká akademie (Academia de Bellas Artes), které měla vychovávat a podporovat mladé umělce, a za tím účelem mimo jiné založila Národní galerii malby (Galeria Nacional de Pintura). Galerie se těšila značné podpoře exkrále Ferdinanda II., což jí umožnilo nakupovat další umělecká díla.
|  |

Roku 1881 galerie získala Alvorův a Pombalův palác (lidově zvaný Palác zelených oken, podle čehož se jmenuje i příslušná ulice a muzeum se také označuje Muzeum zelených oken, Museu das Janelas Verdes). Palác byl zprvu pronajat, ale roku 1884 ho koupil stát a téhož roku byla galerie osamostatněna jako Národní muzeum umění a archeologie (Museu Nacional de Belas-Artes e Arqueologia). Následkem revoluce 5. října 1910 byla instituce dekretem z roku 1911 rozdělena na Národní muzeum starého umění a Národní muzeum soudobého umění, dnes Muzeum Chiado (Museu Nacional de Arte Contemporânea do Chiado). Roku 1940 Národní muzeum starého umění získalo budovu sousedního Konventu sv. Alberta včetně umělecky cenné barokní kaple, a rozšířilo tak významně svou výstavní plochu.

## Sbírky
Sbírky obsahují všechny druhy výtvarného umění od malby po užité umění. K vystaveným dílům portugalského umění patří Uctívání sv. Vincence (kolem r. 1450) připisované Nunovi Gonçalvesovi, původně rozsáhlejší polyptych věnovaný kultu sv. Vincence ze Zaragozy, z něhož se dochovalo šest panelů, a Belémská monstrance, jejímž autorem mohl být trubadúr Gil Vicente. Dále jsou zastoupenui starší portugalští mistři jako Jorge Afonso, Vasco Fernandes, Garcia Fernandes, Francisco de Holanda, Cristóvão Lopes, Gregório Lopes, Cristovão de Figueiredo, Francisco Henriques a Frei Carlos i jejich mladší následovníci jako Josefa de Óbidos, Bento Coelho da Silveira, Vieira Portuense, Domingos Sequeira a Morgado de Setúbal.
Zahraniční umělce ve sbírkách reprezentují Jacob Adriaensz Backer, Bartolomé Bermejo, Hieronymus Bosch (triptych Pokušení sv. Antonína), Pieter Brueghel mladší, David Gerard, Albrecht Dürer (Sv. Jeroným ve své pracovně), Lucas Cranach starší, Piero della Francesca, Jan Gossaert, Hans Holbein starší, Pieter de Hooch, Adriaen Isenbrandt, Quentin Metsys, Hans Memling, Antonis Mor, Joachim Patinir, Jan Provost, Rafael, José Ribera, Andrea del Sarto, David Teniers mladší, Tintoretto, Anthonis van Dyck, Diego Velázquez, David Vinckeboons, Hendrick Cornelisz Vroom, Francisco de Zurbarán, François Boucher, Nicolas Poussin a další.

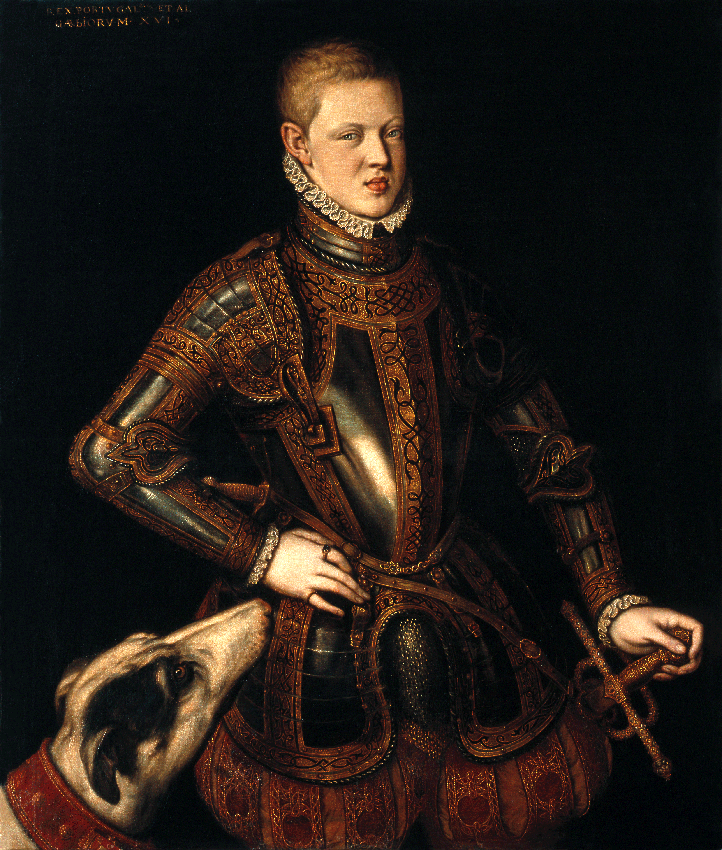
Cristóvão de Morais: Sebastián I. Portugalský (1571-74)
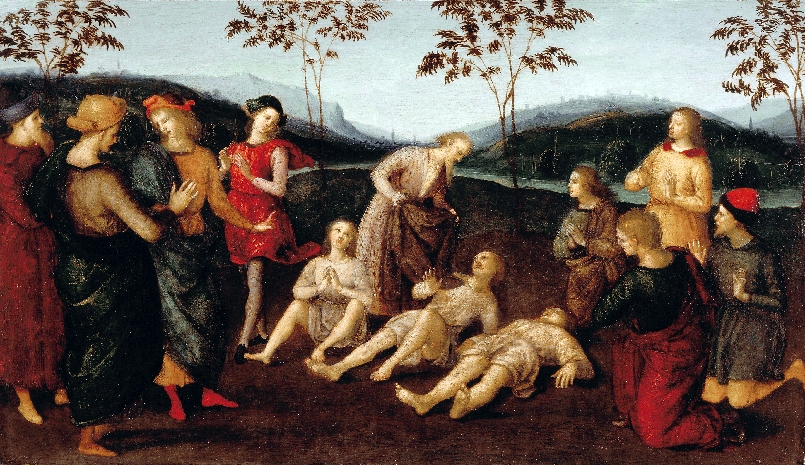
Raffael: Zázrak sv. Eusebia z Cremony (1503-1503)
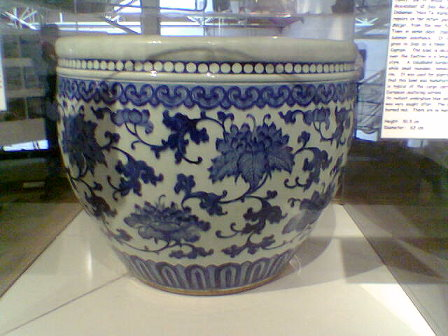
Váza (dynastie Ming)
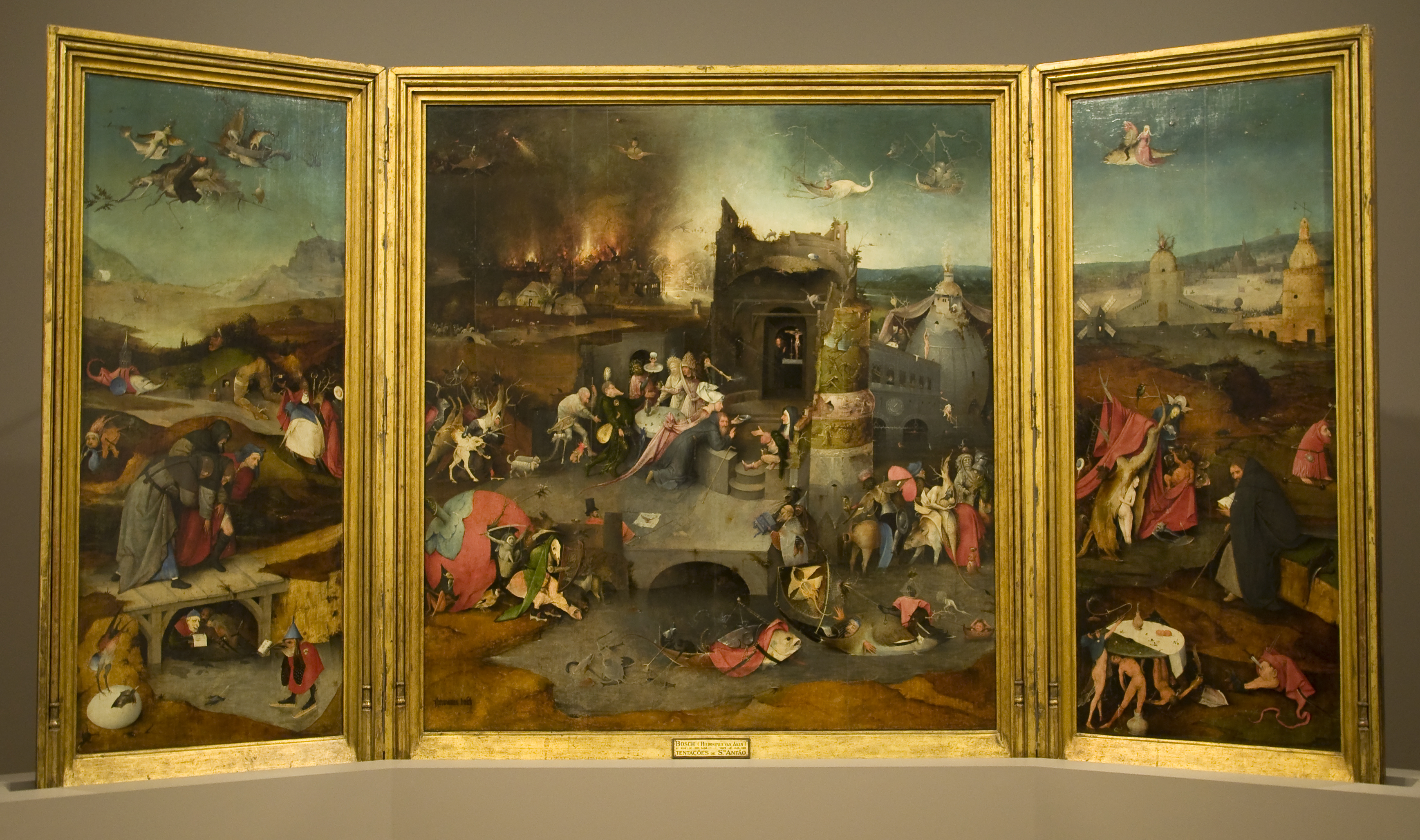
Hieronymus Bosch: Pokušení sv. Antonína (1495 - 1500)
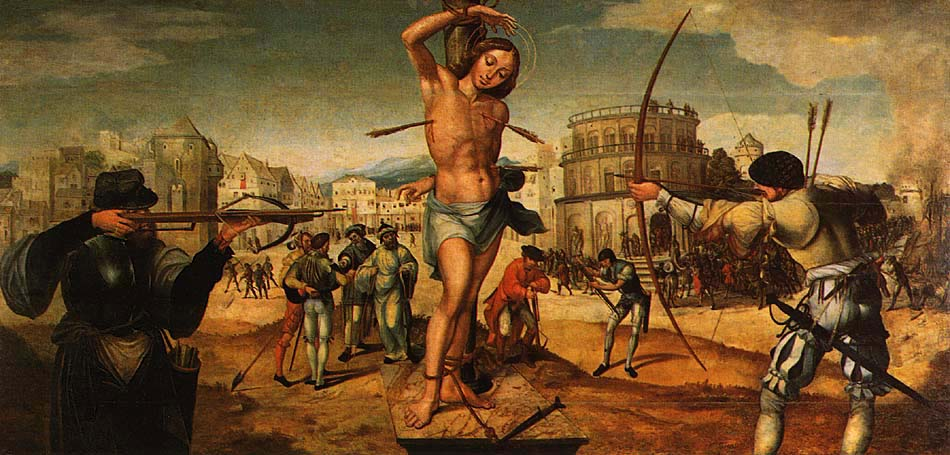
Gregório Lopes (1490-1550): Umučení sv. Sebastiána
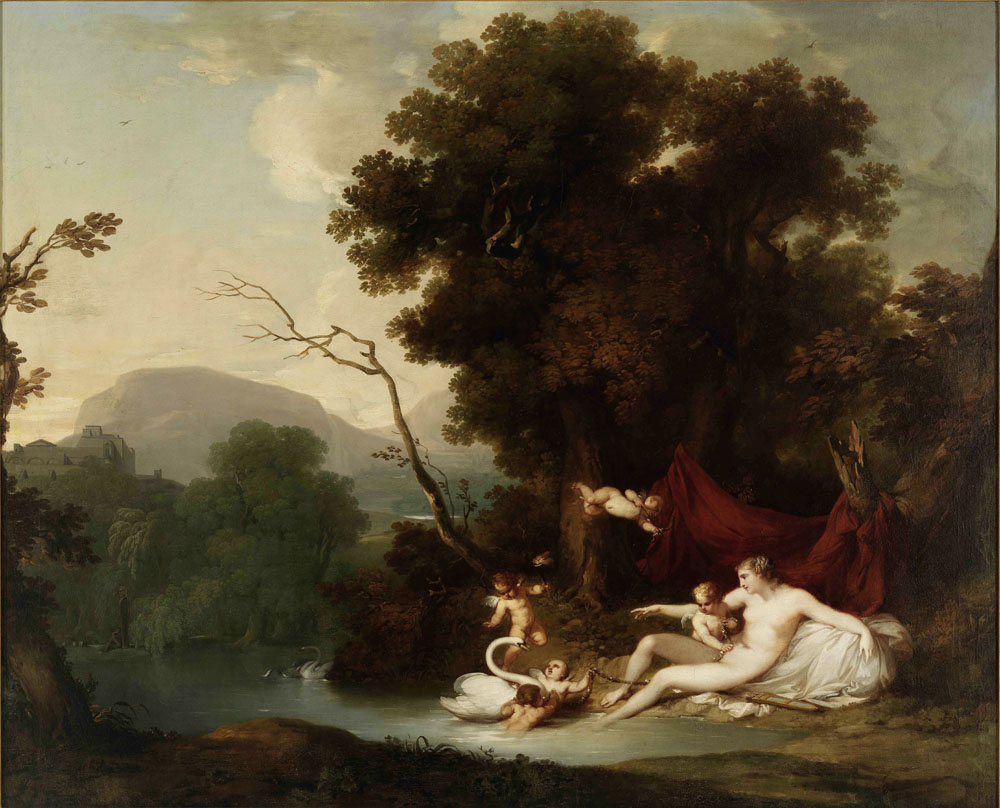
Vieira Portuense: Leda a labuť (1798)
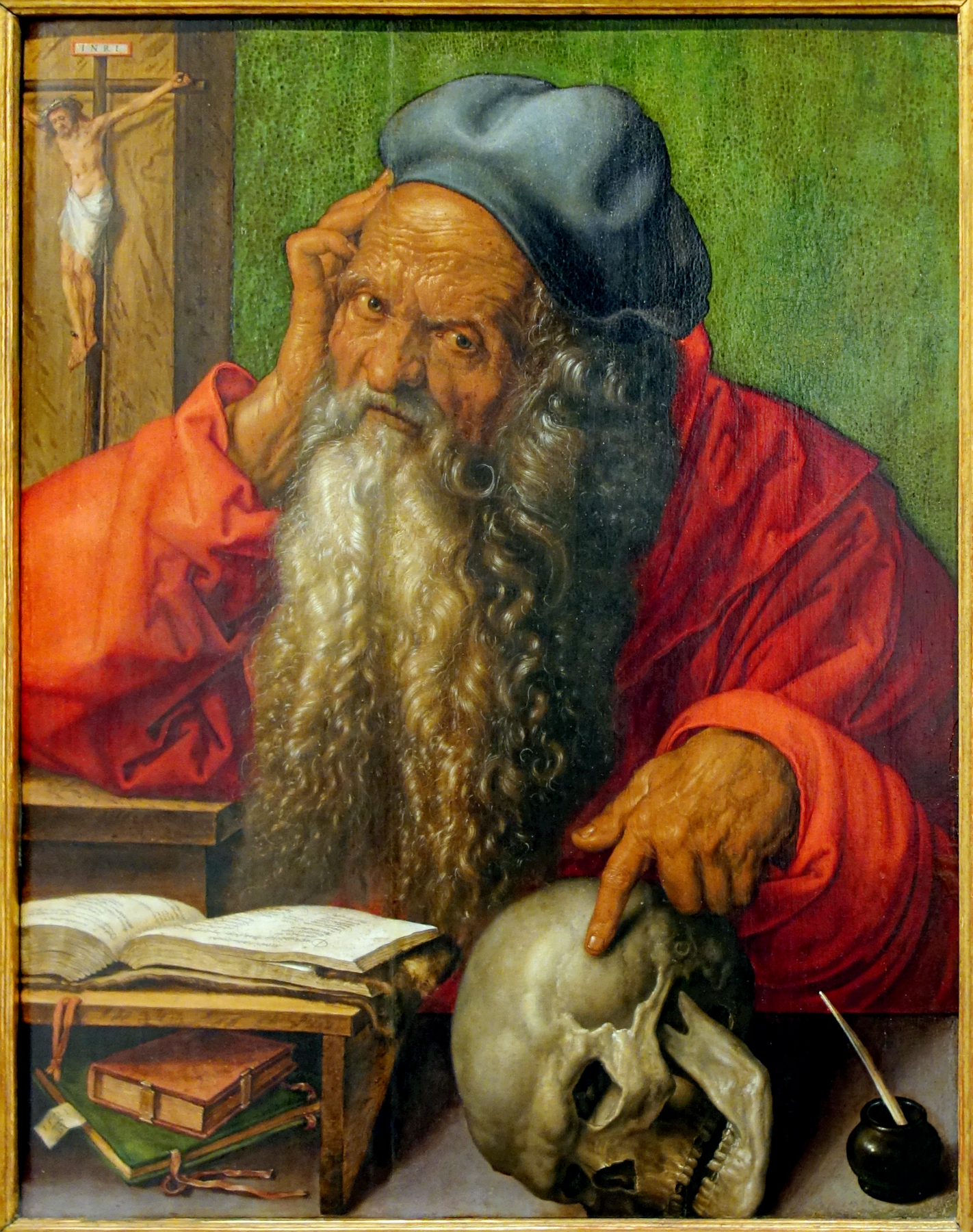
Albrecht Dürer: Sv. Jeroným (1521)